# Windeweer

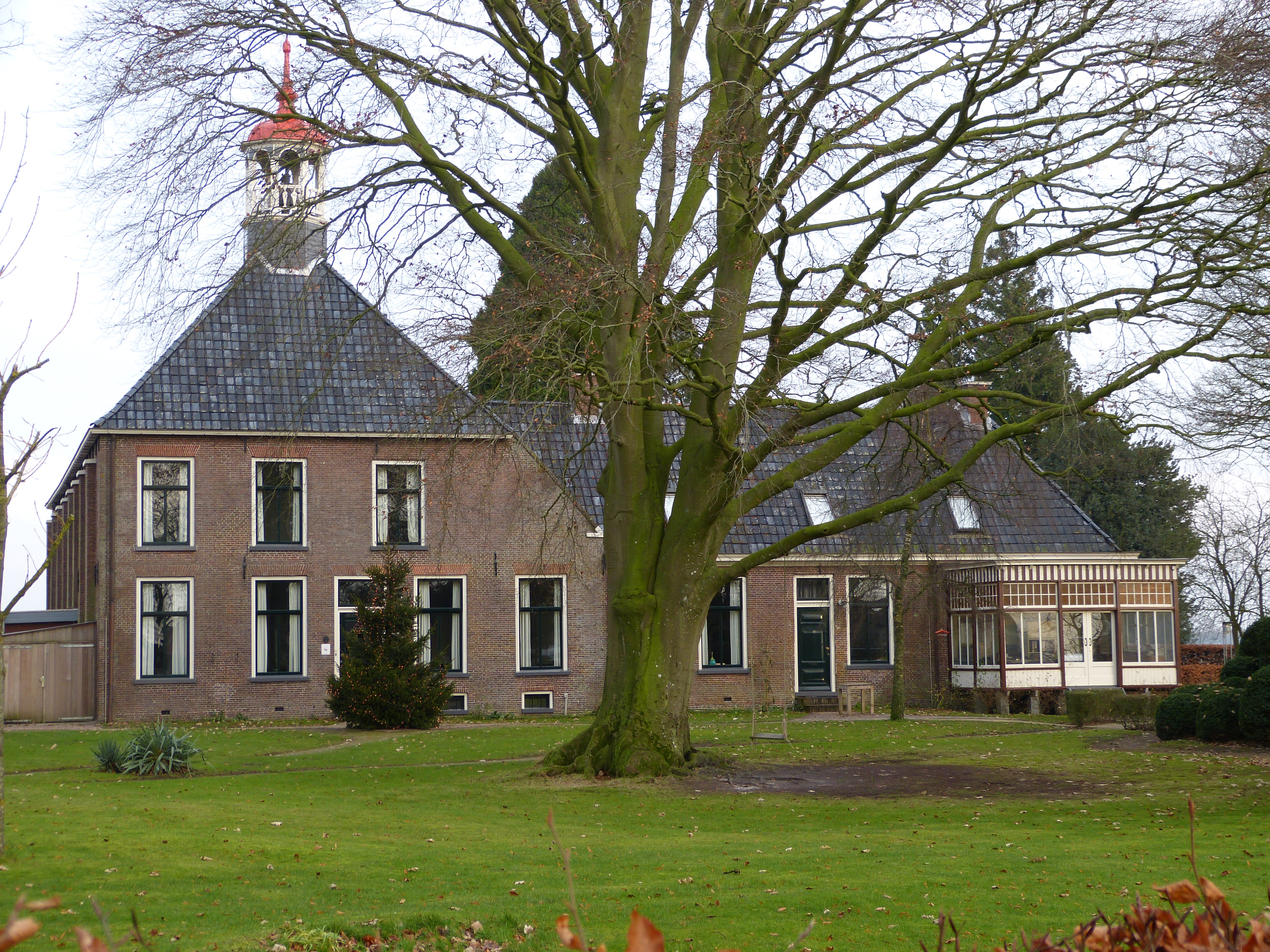
De kerk

Windeweer is het zuidelijke deel van de veenkolonie Kiel-Windeweer in de gemeente Midden-Groningen. Het dorp vormde sinds 1755 samen met Lula het kerspel Windeweer en Lula en vormde sinds 1811 de zelfstandige gemeente Windeweer, die de dorpen Windeweer, Kiel en Lula omvatte. In 1811 en begin 1812 werd de gemeente meestal aangeduid als Windeweer en Lula.
Op 1 augustus 1821 werd Windeweer bij de toenmalige gemeente Hoogezand gevoegd. K. ter Laan geeft in zijn Groninger Encyclopedie als verklaring voor de naam dat in 1747 na een heftig conflict tussen Drenthe en de stad Groningen de turfwinning weer begonnen was: We winnen weer. 
Windeweer werd in 1755 samen met Kiel en Lula tevens een aparte kerkelijke gemeente. De kerk, gebouwd in opdracht van de stad Groningen, staat in Windeweer.